# Lucien Febvre
Lucien Paul Victor Febvre, [ˈfɛvrə], francoski zgodovinar, * 22. julij 1878, Nancy, Francija,  † 27. september 1956, Saint-Amour, Francija.

## Življenje

### Zgodnje Življenje
Lucien Febvre se je rodil 22. Julija 1878 v francoskem mestu Nancy na severozahodu države.  Njegov oče je bil filolog, ki je v Lucienu vzbudil zanimanje za stara besedila in jezike ter s tem pomembno vplival na Febvrovo razmišljanje. 

### Študij
Po zaključeni osnovni šoli v Loreni je študij nadaljeval na Lycée Louis-le-Grand v Parizu. Med letoma 1899 in 1902 se je izobraževal na École Normale Supérieure, eni najprestižnejših francoskih visokošolskih institucij, kjer je leta 1902 tudi diplomiral iz zgodovine in geografije.
Po končanem študiju pa je začel poučevati na provincialnem liceju, in razvijati svojo doktorsko tezo z naslovom Philippe II. et la Franche-Comte: Etude d'histoire politique, religieuse et sociale (1911). V njej je poleg upora Nizozemske proti Filipu II. in bližajoči reformaciji opisal tudi socialno-geografske značilnosti regije in boj med vedno bolj zadolženim plemstvom ter vedno bolj premožnim in vplivnim meščanstvom. S predstavitvijo burgundskih rek, rudnikov soli, vinogradov in druge okolice je Febvre ustvaril natančen in realističen prikaz atmosfere ter pogledov tistega časa. Z zgodovinskim pristopom imenovanim histoire totale, oziroma histoire tout court, je poleg naravnih danosti, razkril tudi negativen vpliv, ki ga je imela takratna francoska vlada na življenje ljudi v burgundski provinci.
Doktorsko nalogo je zagovarjal leta 1912, nato pa s pomočjo Henrija Berra lotil obsežnega študija geografije in zgodovine. Načrte mu je nato prekrižala prva svetovna vojna, med katero je za svoje zasluge prejel čin stotnika.
Po vojni je oktobra 1919 postal izredni profesor za moderno zgodovino na univerzi v Strasbourgu. Poslušalce je skušal prepričati, da so zgodovinarji lahko "največji varuhi civilizacije" takoj, ko se odpovejo zbiranju praznih podatkov in pisanju pripovedi, ki služijo političnim, ideološkim in nacionalnim ciljem. 
V dvajsetih letih izdal La terre et l'evolution humaine : introduction géographique à l'histoire, študijo odnosa med geografijo in zgodovino. Izhodišče dela je bila trditev Friedricha Ratzla, da fizično okolje narekuje razpoloženje ljudi ter s slepo brutalnostjo vodi njihove usode. Febvre Ratzlu ugovarja z argumentom, da je vpliv okolja na ljudi vedno posredovan prek idej in družbene strukture, redko se zgodi, da ena skupina neko naravno danost vidi kot mejo, druga pa kot dragocenost. Podobna stališča je z Albertom Demangeonom  zagovarjal tudi v študiji o reki Ren – Le Rhin: problemes d'histoire et d'economie, v katerem pravi, da je predstava ljudi o Renu plod človekovih izkušenj, ne pa nekaj naravnega. 
Še eno pomembno Fevbrevo delo se je ukvarjalo s protestantizmom. V Une Question Mal Posée (Revue Historique, 1929) je skušal preučiti tistem času popularno vero z vidika človeškega obnašanja. Preučil je tudi vpliv novega vala filozofije na vero in pristop duhovščine k razlagi njihovega pogleda na svet laičnim ljudem. Febvre se ni strinjal, da na ljudi vplivajo nadnaravne sile, na katere nimajo vpliva. Menil je, da je »tradicionalen« pogled vere na svet v sodobnem času nepraktičen, nevarnosti tega pa bi se dalo preprečiti z večjo izobraženostjo ljudi.  

### Annales
Skupaj s prijateljem in enim najpomembnejših zgodovinarjev 20. stoletja Marcom Blochom  je leta 1929 ustanovil časopis Annales d'Historie Economique et Sociale (danes znan kot Annales: Histoire, Sciences Sociales). S časopisom sta skušala oporekati delitvi zgodovine na starodavno, srednjeveško in moderno obdobje, utrditi enotnost humanističnih znanosti, pa tudi razvrednotiti delitev družb na »civilizirane« in »primitivne«. 
Febvre je bralce podučil o nevarnostih »tradicionalnega«, staromodnega pogleda na svet, akademske kroge je želel spodbuditi k »raziskovanju sedanjosti za boljše razumevanje preteklosti«. Po časopisu je ime dobila tudi analovska šola zgodovine, katere utemeljitelja sta bila Bloch in Febvre.
V tistem času se je Lucien ukvarjal tudi s preučevanjem francoskega pogleda na renesanso in reformacijo. Menil je, da je do reformacije prišlo predvsem zaradi vse večjih zahtev meščanstva, da bi v cerkvi lahko vsi ljudje vzpostavili neposreden dialog z bogom ter brali Sveto pismo. To stališče zasledimo tudi v njegovem delu Un destin: Martin Luther, ki ga napiše leta 1928. V biografiji začetnika reformacije razlaga zakaj je bilo meščanstvo pravzaprav dovzetno za njegove ideje in zakaj so se nekateri od njega odvrnili. 

### Selitev iz Strasbourga in pozno življenje
Leta 1933 je Fevbre sprejel ponudbo pariškega College de France College de France ter zapustil Strasbourg.  Kmalu zatem je prevzel tudi uredništvo Encyclopedie francaise, pri kateri pa mu je antisemitska politika vichyjske Francije onemogočila sodelovanje z Marcom Blochom. 
Na njegovo življenje je tudi nasploh močno vplivala druga svetovna vojna, večino časa do leta 1945 je tako preživel v svoji podeželjski hiši v Burgundiji. V tem obdobju je napisal tri knjige: Le probleme de l'incroyance au XVIe siecle: la Region de Rabelais, Origene et Des Periers: ou, l'enigme du »cymbalum mundi«  in Autour de l'Haptameron: amour sacre, amour profane. Najpomembnejše je zagotovo prvo delo, v katerem Fevbre kritizira tezo, da pesnitev Gargantua in Pantagruel priča o tem, da je bil Rabelais ateist. Obtožbe v zvezi z njegovim domnevnim napadom na cerkvo je označil za ne točne. Opozoril je, da je bil izraz »ateist« v 16. stoletju pogosto uporabljen kot  zmerljivka in bralce hkrati opozoril, da drugačne pomene določenim izrazov v preteklosti. Trditev, da je beseda ateizem že v 16. stoletju pomenila zanikanje božjega je bila glede na to verjetno dokaj tvegana, posebej, ker so jo v tem času uporabljali za vse vrste nespodobnosti. Febvre je imel najverjetneje prav, da bi v Rabelaisu težko videli ateista v pravem pomenu te besede in se njen sodobni pomen pravzaprav navezuje na kritiko cerkve tistega časa.
Junija 1944 je bil usmrčen Febvrov judovski sodelavec in prijatelj, tako je moral Lucien z urejanjem revije Annales nadaljevati sam. V tem obdobju je tudi pomagal pri oblikovanju Blochovih zapiskov v knjigo Apologie pour l'histoire ou metier d'historie.
Lucien Febvre je umrl 11. septembra 1956 v Saint-Amouru v Franciji, kjer sta danes po njem poimenovana College Lucien Febvre in Avenue Lucien Febvre. 

## Dela
- Philippe II. et la Franche-Comte: Etude d'histoire politique, religieuse et sociale (1911)
- La terre et l'evolution humaine : introduction géographique à l'histoire (1922)
- Un destin: Martin Luther (1928)
- Une Question Mal Posée (1929)
- Le Rhin: problemes d'histoire et d'economie(1935)
- Le probleme de l'incroyance au XVIe siecle: la Region de Rabelais
- Origene et Des Periers: ou, l'enigme du »cymbalum mundi«
- Autour de l'Haptameron: amour sacre, amour profane
- L'apparition du livre